# Soriano Calabro
Soriano Calabro là một đô thị ở tỉnh Vibo Valentia trong vùng Calabria, có cự ly khoảng 45 km về phía tây namcủa Catanzaro và khoảng 15 km về phía đông nam của Vibo Valentia. Tại thời điểm ngày 31 tháng 12 năm 2004, đô thị này có dân số 2.975 người và diện tích là 15.2 km².
Soriano Calabro giáp các đô thị: Gerocarne, Pizzoni, Sorianello, Stefanaconi.